# Kanovník vyšehradský
Tzv. Kanovník vyšehradský († 12. století) byl český anonymní kronikář 12. století, jeden z pokračovatelů Kosmových.

## Autor
Autor byl s největší pravděpodobností Čech. Znal asi spisy církevních otců (Augustina, Cassiodora, Tertulliana). Měl velmi blízko ke knížeti Soběslavovi, který je ústřední postavou jeho díla, byl pravděpodobně jeho kaplan nebo osoba spojená s jeho kanceláří.
Balbín a Pešina označili za autora letopisu pražského kanovníka a strahovského mnicha Jaroslava. Proti jejich názoru se postavili Pelzel s Dobrovským. Konečně Palacký přišel s hypotézou, že autorem je kanovník vyšehradské kapituly. S jeho názorem se ztotožnili W. Wattenbach a Josef Teige, který jej považuje za knížecího kaplana.

## Dílo
Letopis tzv. Kanovníka vyšehradského je dílo navazující na Kosmovu kroniku. Na rozdíl od kroniky Mnicha sázavského však nezasahuje do Kosmova textu, ale přímo na něj navazuje. Obsahuje dějiny vlády knížete Soběslava I. (1125–1140), který byl pro autora vzorem hrdiny a kterému byl bezvýhradně a nekriticky oddán. Text rukopisu z velké většiny zachycuje právě osobu tohoto panovníka a s ním nejdůležitější církevní, politické a veřejné události té doby. Po stránce umělecké nedosahuje úrovně Kosmy, na rozdíl od něj byl však Kanovník vyšehradský přímým účastníkem nebo současníkem popisovaných událostí a jeho zprávy lze označit vesměs za spolehlivé. Jsou tedy důležitým zdrojem poznání stavu středověké české společnosti.
Dílo končí počátkem 40. let 12. století podrobným popisem Soběslavovy smrti a jeho rozsáhlým oslavným nekrologem.
Důležitá jsou také kanovníkova pozorování různých astronomických jevů, která byla velice přesně zaznamenávána.

## Pozdější doplňky letopisu
Asi za deset let po skončení letopisu k němu připojil neznámý autor vypsání počátků vlády knížete a pozdějšího krále Vladislava II. (1140–1172), jehož hlavním obsahem je vypravování o odboji znojemského údělného knížete Konráda proti Vladislavovi. Vypravování obsahuje i podrobný popis obléhání hradu Prahy na jaře 1142. Autor měl vztah ke klášteru sv. Jiří na Pražském hradě, možná se jednalo o někoho z kněží.
Na přelomu 13. a 14. století přidal neznámý pořadatel k dílu Kanovníka letopisné záznamy vedené u svatovítského kostela, které chronologicky uspořádal a pokusil se jim dát jednotnou formu. Obsahují události z let 1140–1283 a končí výčtem českých panovníků od Přemysla Oráče až po krále Václava II. Toto dílo je nazýváno jako Druhé pokračování Kosmovo.

## Přehled rukopisů tzv. Kanovníka vyšehradského

### Letopis tzv. Kanovníka vyšehradského
Dochoval se v pěti rukopisech, z nichž nejstarší, pocházející z počátku 40. let. 14. století, je nazýván Kapitulní rukopis nebo též Kodex dražický. Za pravděpodobné místo vzniku je označována svatovítská kapitula, darován byl biskupu Janu IV. z Dražic a po jeho smrti uložen v augustiniánském klášteře v Roudnici, odkud jej v roce 1597 získala zpět svatovítská kapitula zásluhou probošta Jiřího Bartolda Pontana z Breitenbergu.

### Muzejní rukopis
Vznikl na počátku 15. století (před rokem 1411), za místo vzniku bývá označen roudnický klášter. Poté patřil pražskému klášteru křižovníků s červenou hvězdou, kteří se za husitské revoluce uchýlili do Českých Budějovic, kde byl rukopis v roce 1840 nalezen. Nyní uložen v Národním muzeu v Praze.

### Roudnický rukopis
Složen ze dvou částí – Kosmovy kroniky a Pokračování. Napsán v 15. století. Místem vzniku je s největší pravděpodobností roudnický klášter. V roce 1826 jej objevil František Palacký. Uložen v Univerzitní knihovně v Praze.

### Fürstenberský rukopis
Byl napsán asi také v roudnickém klášteře v 15. století. Podobný kapitulnímu rukopisu, ale není jisté, zdali byl sepsán podle něj. Osudy rukopisu nejsou známy. V roce 1755 jej vlastnil klášter sv. Apra v Toulonu a v roce 1827 jej věnoval Franz Simon Von Pfaffenhofen fürstenberské knihovně na Křivoklátě.

### Břevnovský rukopis
Pochází ze druhé poloviny 16. století. Příbuzný s rukopisem Kapitulním, ale není to přesný opis. Je společně s Roudnickým rukopisem v Univerzitní knihovně v Praze.

## Rukopisy v edicích a překladech
Samotný Letopis tzv. Kanovníka Vyšehradského a Druhé pokračování vydal poprvé roce 1752 ve Vídni hrabě Jáchym Krakovský z Kolovrat pod názvem Continuatio chronici Bohemici olim conscripti a Cosma, Pragensis ecclesiae decano, nunc e codice MSto Pragensi producta dum, ex jure publice tentaretur ill. dom. Joachimus S. R. I. Krakowsky comes de Kolowrat, Viennae in collegio regio Theresiano nobilium.
Další vydání již byla společná dohromady s Kronikou Mnicha sázavského.
- r. 1783 F. M. Pelzel a J. Dobrovský ve Scriptores rerum bohemicarum
- r. 1851 Köpke v Monumenta Germaniae Historica (SS IX)
- r. 1874 první český překlad pořídil V. V. Tomek v Emlerově edici Fontes rerum Bohemicarum (sv. II.)
- r. 1882 vydal Tomek Kosmův letopis český s pokračováním Kanovníka vyšehradského a Mnicha Sázavského
- Fiala, Zdeněk; Bláhová, Marie: Pokračovatelé Kosmovi. Praha 1974. (s překladem Karla Hrdiny)